# 用瀨站
用瀨站（日语：／ Mochigase eki */?）是位於鳥取縣鳥取市用瀨町用瀨501號，西日本旅客鐵道（JR西日本）的因美線車站。
由於此站附近每年都會進行「流雛」，使車站知名度較高。通常特急列車都會通過此站。但是，在天保曆3月3日會進行流雛活動，當時部分特急列車會臨時停站。此站曾經是急行停車站。

## 歷史
- 1919年（大正8年）12月20日 - 因美輕便線鳥取站至此站之間開通，此站啟用。
  - 當時車站地址是鳥取縣八頭郡用瀨町（日语：用瀬町）用瀨。
- 1922年（大正11年）9月2日 - 因應取消輕便線制度，因美輕便線改名為因美線，成為因美線車站。
- 1923年（大正12年）6月5日 - 因美線此站至智頭站之間開通。
- 1928年（昭和3年）3月15日 - 隨著因美南線開通，因美線改名為因美北線，此站成為因美北線車站。
- 1932年（昭和7年）7月1日 - 隨著鳥取至津山之間全線開通，因美北線編入至因美線的一部分，此站成為因美線車站。
- 1955年（昭和30年）3月31日 - 隨著用瀨町（第二次）成立，車站地址變為鳥取縣八頭郡用瀨町用瀨。
- 1987年（昭和62年）4月1日 - 伴隨國鐵分割民營化，車站由西日本旅客鐵道（JR西日本）營運。
- 2004年（平成16年）11月1日 - 用瀨町編入至鳥取市，車站地址變為鳥取縣鳥取市用瀨町用瀨。
- 2014年（平成26年）2月12日 - 撒走自動售票機。

## 車站構造
車站是一座地面車站，設有1面2線的島式月台，可進行列車交會。車站大樓與月台鳥取一端之間設有站內平交道連接。靠近車站大樓的是1號月台為上下行本線，2號月台為上下行副本線和一線通過結構。
此站是由鳥取鐵道部管理的無人車站。車站設有木造車站大樓。在閘口外設有男女分開的濕廁。從前車站大樓內設有自動售票機，現已撤走。

### 月台
| 月台 | 路線   | 上下行 | 方向           | 備註                |
| ---- | ------ | ------ | -------------- | ------------------- |
| 1    | 因美線 | 下行   | 智頭、上郡方向 | 部分列車使用2號月台 |
| 2    | 因美線 | 上行   | 鳥取方向       |                     |

上下行的通過列車會使用1號月台。在停車列車中，原則上下行列車使用1號月台，上行列車使用2號月台。但是，若下行列車通過時，上行列車需要使用2號月台。

## 使用狀況
在2018年度的一年乘車人次為3.4萬人，推算出一日平均乘車人次為93人。
以下為近年乘車人次變化：
| 年度   | 一年總 乘車人次 | 一日平均 乘車人次 |
| ------ | --------------- | ----------------- |
| 2008年 | 4萬             | 110               |
| 2009年 | 4萬             | 110               |
| 2010年 | 4.2萬           | 115               |
| 2011年 | 4.2萬           | 115               |
| 2012年 | 4.1萬           | 112               |
| 2013年 | 4.1萬           | 112               |
| 2014年 | 4.1萬           | 112               |
| 2015年 | 3.1萬           | 85                |
| 2016年 | 3萬             | 82                |
| 2017年 | 3.3萬           | 90                |
| 2018年 | 3.4萬           | 93                |

## 車站周邊
- 流雛之館（日语：流しびなの館）
- 鳥取市銀齡人材中心（日语：シルバー人材センター）用瀨取次所
- 鳥取市政廳（日语：鳥取市役所）用瀨町綜合分所
- 智頭警署（日语：智頭警察署）用瀨駐在所
- 用瀨郵局
- 山陰合同銀行
- 鳥取市立用瀨圖書館（日语：鳥取市立図書館）
- 鳥取市立千代南中學（日语：鳥取市立千代南中学校）
- 鳥取市立用瀨小學（日语：鳥取市立用瀬小学校）
- 國道53號（日语：国道53号）
- 國道373號（日语：国道373号）
- 國道482號（日语：国道482号）
- 鳥取縣道174號用瀨停車場線（日语：鳥取県道174号用瀬停車場線）
- 鳥取市用瀨町運動公園

## 相鄰車站
西日本旅客鐵道（JR西日本）
 因美線
鷹狩－用瀨－因幡社

## 注腳
1. ↑  鳥取市統計要覧

## 外部連結
- 用瀨｜車站資訊：JR出門網 - 西日本旅客鐵道（日語）